# Rumjancewo
Rumjancewo (bułg. Румянцево) – wieś w Bułgarii, w obwodzie Łowecz, w gminie Łukowit. Według danych szacunkowych Ujednoliconego Systemu Ewidencji Ludności oraz Usług Administracyjnych dla Ludności, 15 września 2022 roku miejscowość liczyła 763 mieszkańców.
W przeszłości wieś nazywała się Błysniczewo. Jednak nazwa została przemianowana na cześć bułgarskiego poety Sergeja Rumjancewa.

## Historia
W 1884 roku powstała cerkiew św. Cyryla i Metodego; znajdujący się w niej ikonostans był dziełem mistrza Wełka Iliewa. Cerkiew została zniszczona przez reżim komunistyczny.